# Stát Řádu německých rytířů
Stát Řádu německých rytířů, respektive Stát Německého řádu (německy Staat des Deutschen Ordens, latinsky Civitas Ordinis Theutonici), také Německý řádový stát (německy Deutschordensstaat), zkráceně Řádový stát (Ordensstaat), někdy nazýván jako „Pruský řádový stát“ (podle jména země, kde vznikl), byl v době středověku od 13. až do poloviny 16. století rozlehlý teokratický stát církevního Řádu německých rytířů v zemích Pobaltí s centrem v Prusku. Organizovaný a hospodářsky prosperující řádový stát byl spravován ve formě teokratické volené monarchie. Vládnoucí třída a zároveň vojenská síla byla tvořena šlechtici převážně německého původu – rytíři řádu, kteří byli členy církevního rytířsko-vojenského řádu. Hlavou státu (a této organizace) byl doživotně volený velmistr, který měl sídlo na hradě Marienburg.
Řád německých rytířů vznikl v Palestině během křížových výprav a jeho hlavní úlohou se stal boj proti nevěřícím, tzv. pohanům. Němečtí rytíři se těšili z podpory evropských panovníků a také neustálého přísunu nových dobrovolníků ze Západu. Do řádu mohli vstupovat nejen příslušníci šlechty z německých zemí, ale prakticky každý, kdo ovládal německý jazyk, který byl úředním jazykem řádu. 

## Rytířské řády

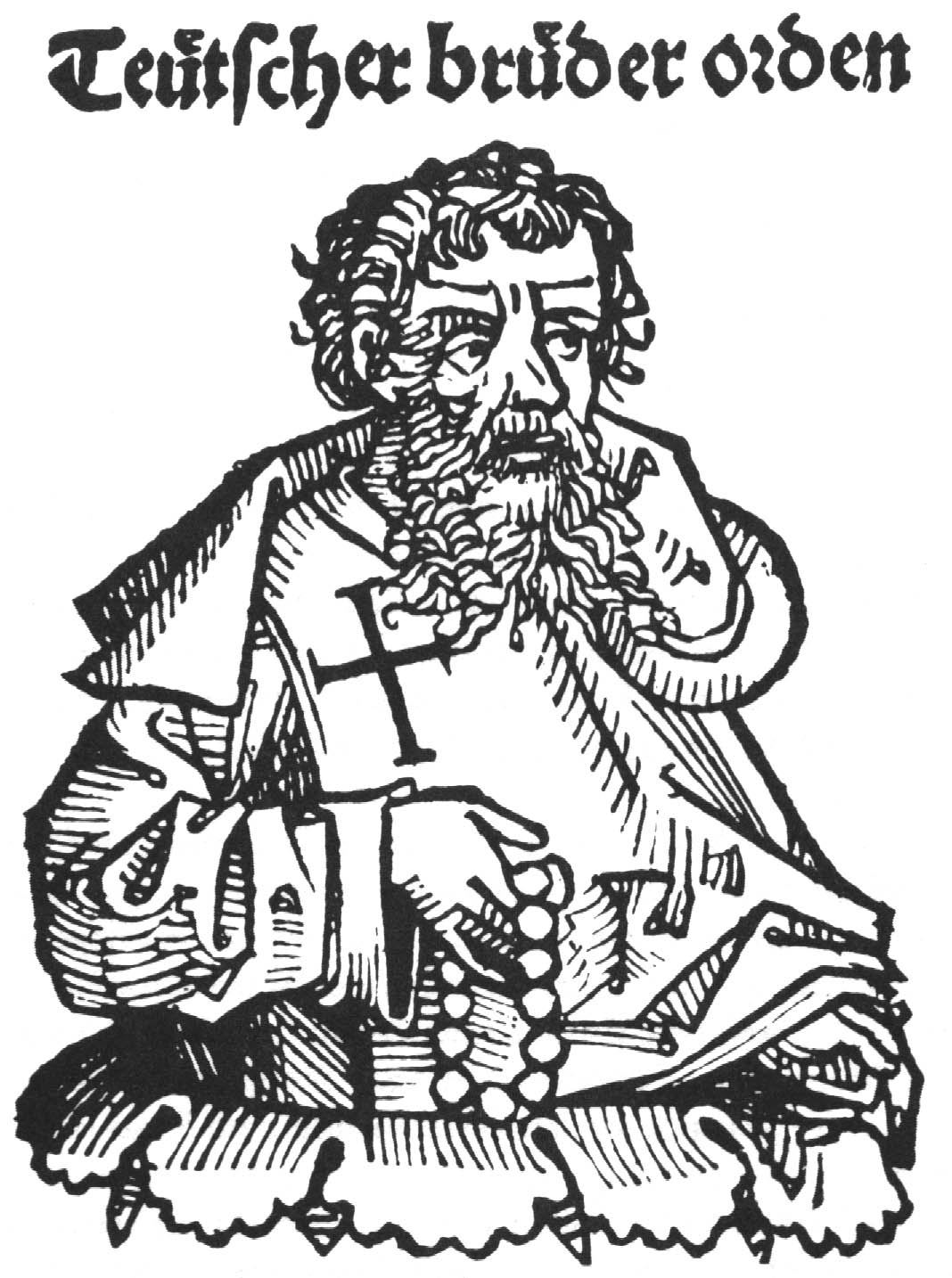
Německý řádový rytíř

Rytíř nebo kterýkoli jiný zájemce, pakliže se rozhodl stát plnohodnotným členem řádu, odevzdal po přijetí svůj majetek a vstoupil do uzavřeného společenství mnichů. Bylo nutné složit řeholní sliby chudoby, čistoty (celibát) a poslušnosti, takže rytíř nemohl mít mužského dědice ani manželku. Vedle toho bylo ovšem možné se k službě řádu zavázat jen na dobu určitou jako tzv. „host“ řádu, jinými slovy žoldnéř, což mohlo být pro šlechtice vítanou příležitostí jak dosáhnout bojových zkušeností nebo majetku v podobě válečné kořisti. Díky těmto výhodám řád neustále rostl.
Obdobným způsobem postupovaly i jiné rytířské řády, které si mohly dovolit vydržovat vojenské posádky a území, zejména johanité obsadili roku 1310 Rhodos, který dosud patřil k upadající Byzanci, později po osmanském dobytí získali Maltu a vešli ve známost jako maltézští rytíři. Naproti tomu templáři, kteří byli roku 1312 papežskou bulou rozpuštěni, nezískali pro sebe žádné území, pouze krátce ovládali Kypr, který byl důležitou základnou. Řád německých rytířů posílila porážka mečových bratří a sloučení obou organizací. Mečoví bratři, kteří operovali ve východním Pobaltí a budovali zde vlastní řádový stát, se začlenili do Řádu německých rytířů a stali se jeho livonskou větví. Druhý řádový stát, který se nazýval Terra Mariana, spravoval Livonský řád v konfederaci s arcibiskupstvím v Rize a dalšími biskupstvími, rozkládal se na území dnešního Lotyšska a Estonska. Obě území byla oddělena Žmudí (Žemaitskem) patřící litevskému státu a propojena pouze lodní dopravou. Žmuď se němečtí rytíři snažili marně získat.

## Historie

### Příchod rytířů do Pruska

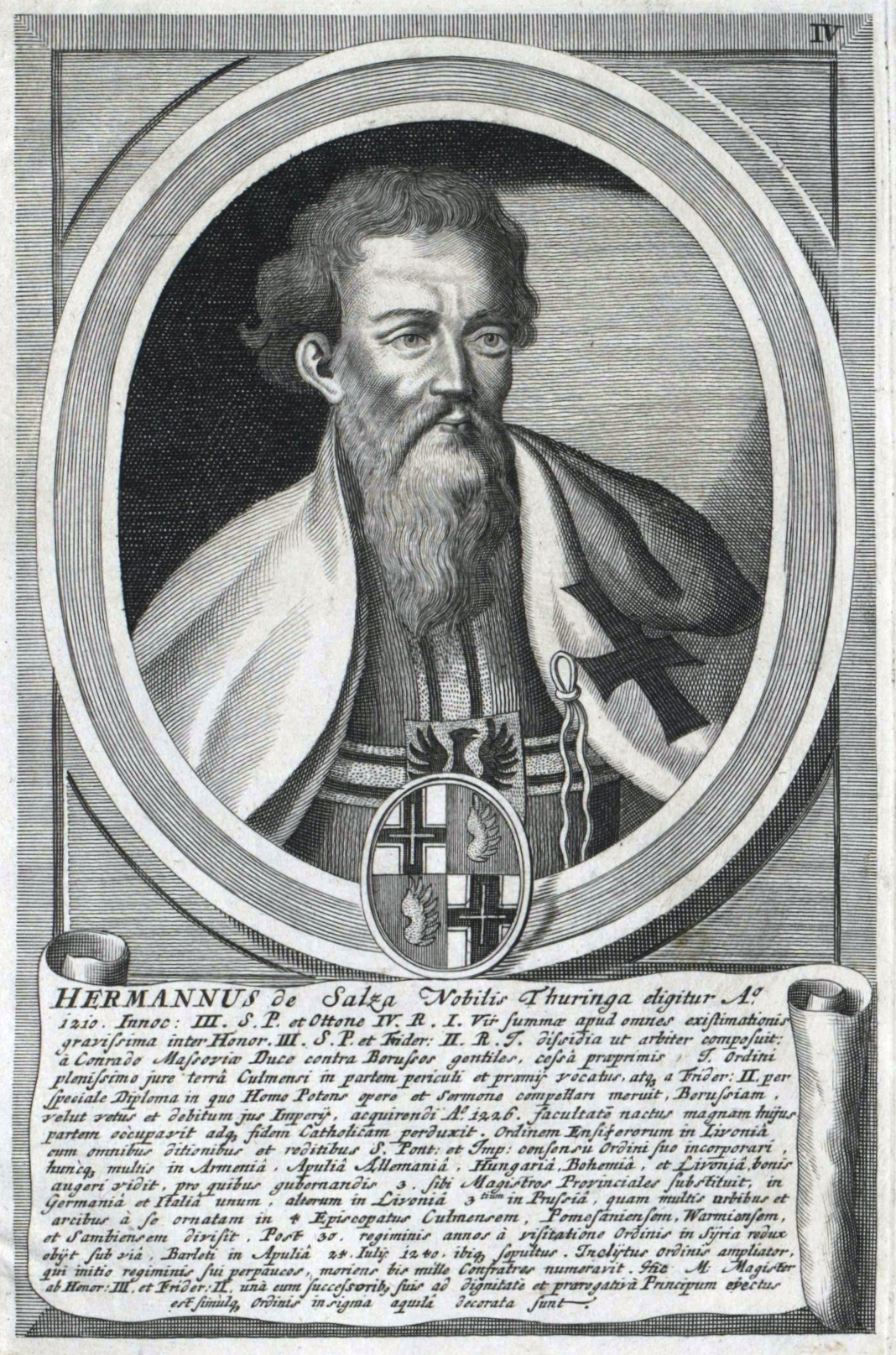
Čtvrtý velmistr Hermann ze Salzy (1209–1239) od neznámého umělce

Po neúspěšných pokusech řádu získat pro sebe svrchované území v oblasti Sedmihradska, kdy byl roku 1225 vyhnán z Burzenlandu uherským králem Ondřejem II., se řád chopil nové příležitosti. Na přelomu let 1225/1226 jej do Polska pozval mazovský kníže Konrád a nabídl mu odměnou za ochranu prusko-mazovského pohraničí državu chełmiňské země, s podmínkou zachování knížecí svrchovanosti nad tímto územím. Konrád byl plně rozhodnut získat pomoc od řádu při obraně svého území, které se mu nedařilo ochránit před nájezdy pohanských Prusů a dalších pobaltských kmenů. Potvrdil proto držbu pohraničních území včetně těch, která měla být dobyta na Prusích, avšak již roku 1226 udělil císař Fridrich II. v tzv. Zlaté bule z Rimini německým rytířům právo si pro sebe uzurpovat východní země a poté roku 1234 na základě zfalšovaného rukopisu (tzv. krušvický falsifikát) papež Řehoř IX. přiznal řádu svrchovanost na územích Konráda Mazovského.
Prusko té doby byla převážně zalesněná a bažinatá země, na svou dobu poměrně zaostalá, obývaná roztroušenými a politicky nejednotnými baltskými kmeny, ale nacházející se ve výhodné blízkosti Baltského moře a výnosných obchodních tras. Jen málokdo mohl tušit, že z malé nevýrazné vojenské organizace se v průběhu několika let stane významná vlivná vojenská a politická síla, která bude soupeřit s okolními vladaři.
Krátce po dobytí Pruska následovalo i obsazení Gdaňského Pomoří sousedního Pomořanska, které s úmyslem ochromit vzmáhající se řád, podporovalo na řádovém území vzpoury pohanských Prusů.

### Řádový stát v Prusku
Němečtí rytíři na dobytém území vybudovali rozvinutou infrastrukturu s dominantní sítí vojenských sídel a hradů po vzoru křižáckých držav ve Svaté zemi, odkud řád pocházel a kde původně také působil. Ve snaze si porobit místní pohanské obyvatelstvo a donutit je přijmout křest (což se dařilo jen obtížně), přivedl řád na své území množství německých osadníků a Pobaltí bylo postupně germanizováno (tím rovněž byly položeny i základy pro zrod budoucího německého státu v Prusku). Původní pobaltské obyvatelstvo bylo postupně asimilováno a jeho kultura a jazyk zanikly.

### Expanze v Pobaltí

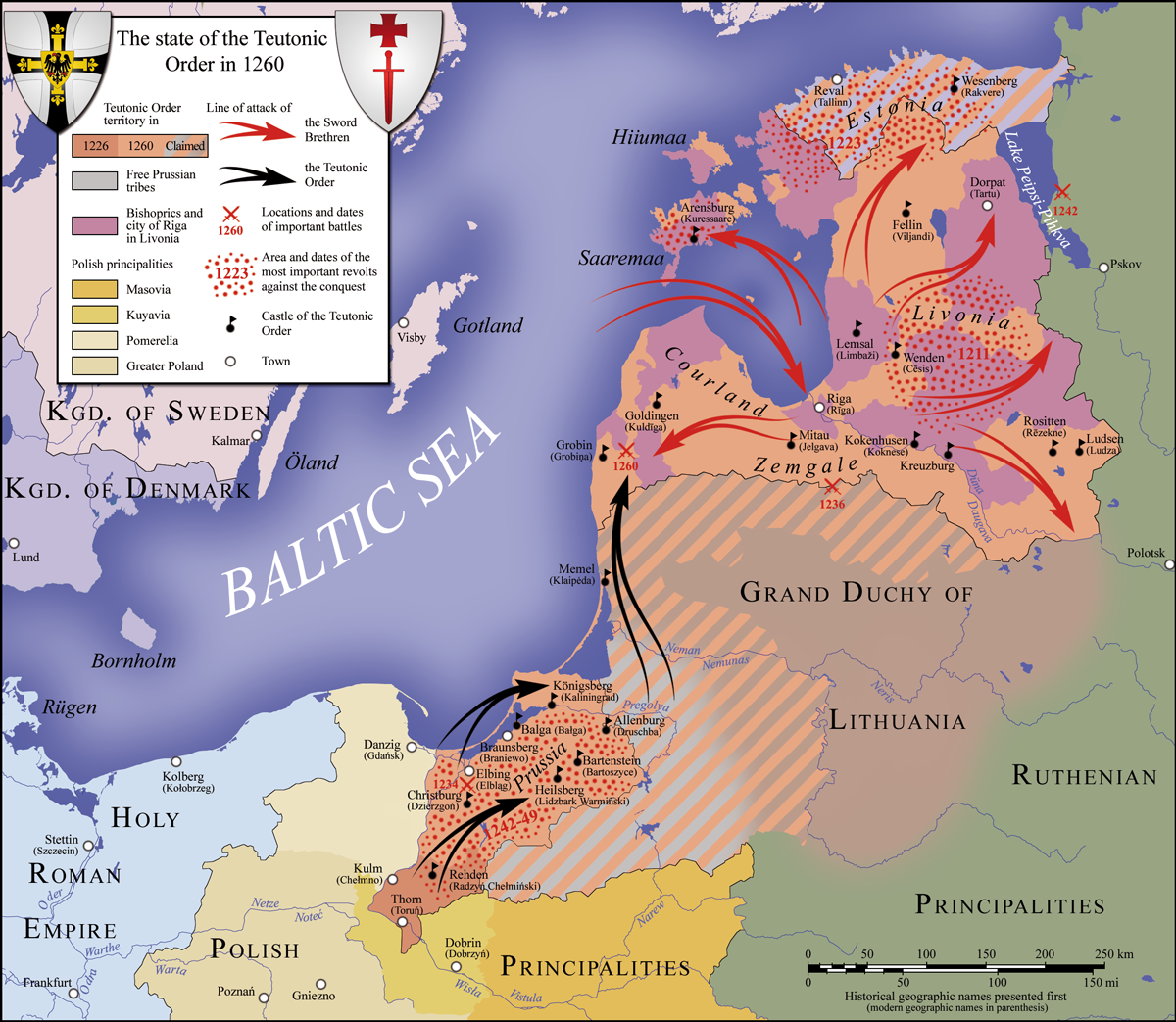
Řádové státy v roce 1260 a vojenská tažení rytířských řádů

Po dobytí pruského a pomořanského území se agrese řádu obrátila proti pohanské Litvě a pravoslavným ruským knížectvím, jejichž obyvatelé byli považováni z katolického hlediska za heretiky či schizmatiky, později také proti katolickému Polsku, které udržovalo blízké spojenectví s dosud nepříliš christianizovanou Litvou. Řád přišel podpořit v letech 1254–1255 také český král Přemysl Otakar II. vojenskou výpravou do Litvy a spolu s ním se vydalo i mnoho členů české vysoké šlechty. Tato výprava byla úspěšná a krátce po ní byl založen hrad, pojmenovaný na Přemyslovu počest Königsberg (Královec).

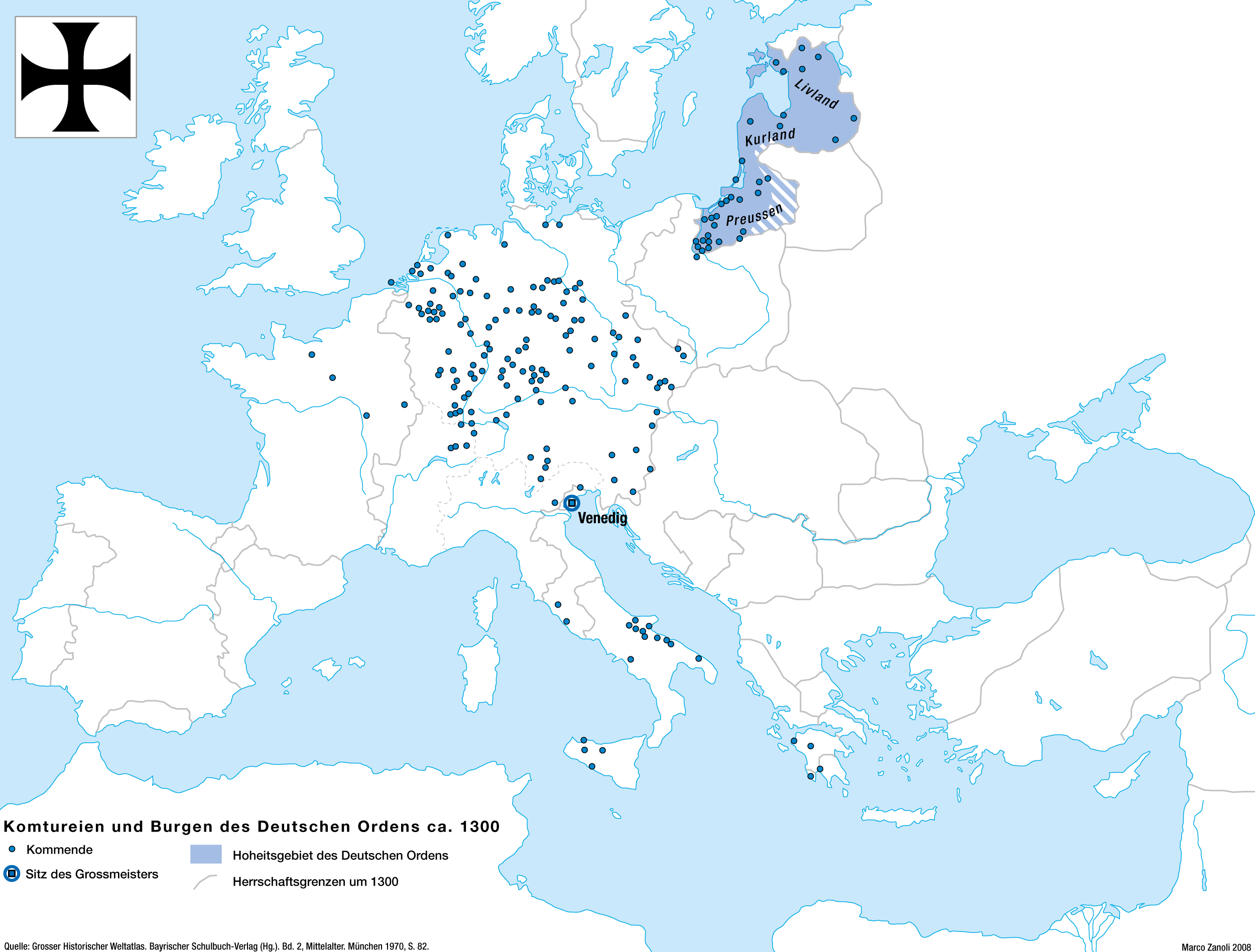
Řádová země včetně významných sídel řádu na začátku 14. století

Působiště německých rytířů se ve 13. století plně přesunulo do východního Pobaltí, kde řád postupně založil větší počet hradů a měst. Kolem roku 1274 byl vybudován hrad Marienburg (dnes Malbork v Polsku), v jehož podhradí vznikla osada, která brzy získala městská práva. Roku 1309 se Marienburk stal sídlem velmistra řádu. V témže roce řád obsadil Východní Pomoří, čímž se dostal do konfliktu s Polskem. Spor se v roce 1321 dostal až k papežskému soudu, který řád prohrál, ale území Polsku nevrátil. Úplatkem řád přesvědčil francouzského krále, aby vymohl na papeži zrušení rozsudku. Z ohledu na to, že v té době papež byl v tzv. Avignonském zajetí, tak ustoupil a rozsudek zrušil. V roce 1330 řád zaútočil na Polsko a zpustošil Kujavy a Velkopolsko. V roce 1331 byla řádová vojska zastavena v bitvě u vesnice Płowce. Od těchto událostí se jedním z hlavních politických cílů Polska stalo zničení řádu v Prusku.

### Snaha řádu získat Žmuď

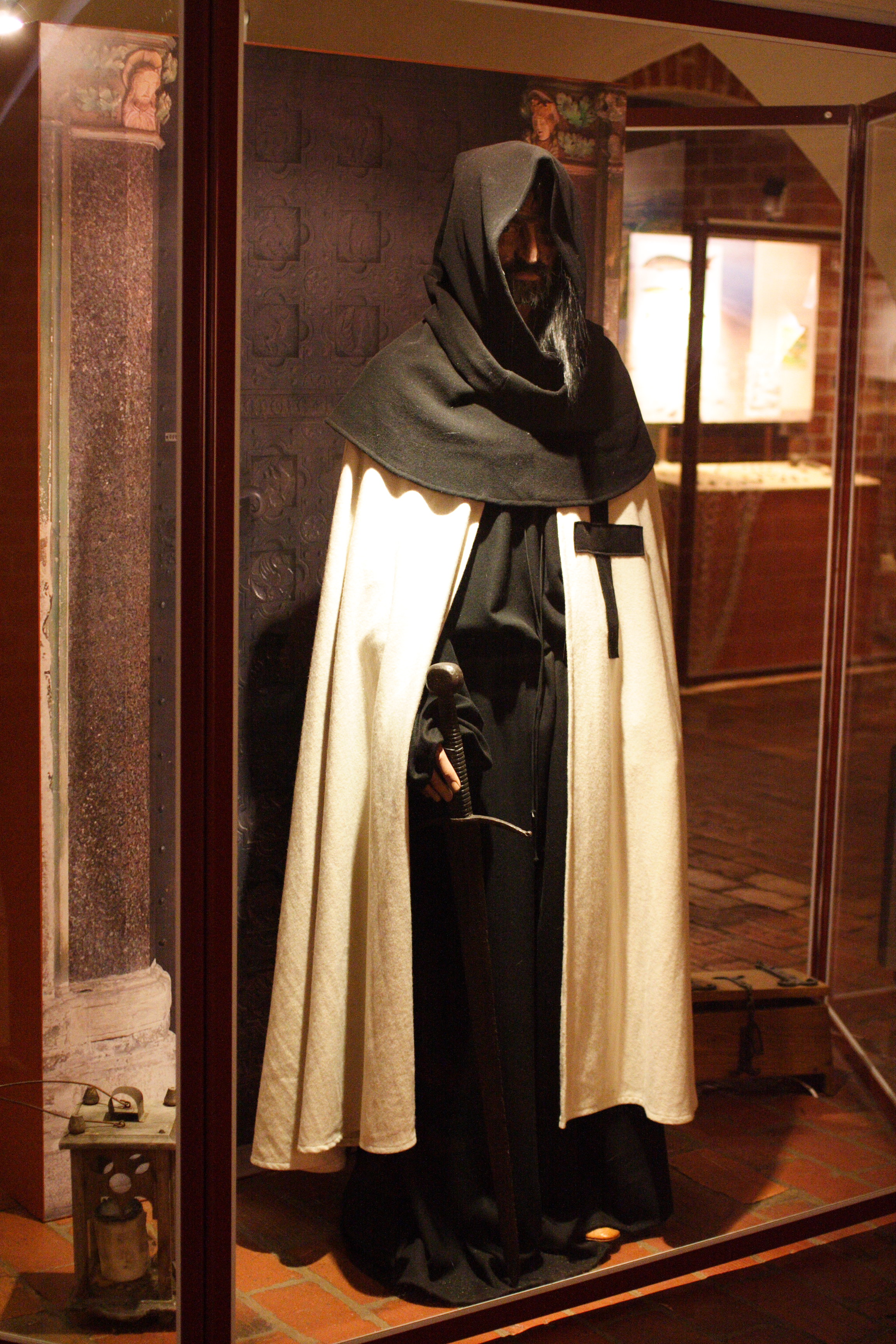
Rekonstrukce oděvu německého řádového rytíře v expozici hradu Malbork

Velký zájem projevoval Řád německých rytířů o Žmuď (Žemaitsko), území litevských Žemaitů, které bylo vklíněno mezi území řádových států. V polovině 13. století ovládl část Žmudi první známější představitel litevského státu kníže Mindaugas. Když se však proti němu začala formovat koalice Řádu německých rytířů, podmaněných žemaitských knížat a Jatvingů, souhlasil Mindaugas s přijetím křesťanství a odstoupením Žmudi Řádu německých rytířů. Jakmile se však řád pokusil převzít Žmuď do své moci, utrpěl roku 1260 těžkou porážku u Durbe. Mindaugas svoje kontakty s německými rytíři přerušil, vrátil se k pohanským kultům, ale o ovládnutí Žmudi se již nepokoušel. Ta se později stala objektem soustředěné křižácké expanze. Z jedné strany na ni útočili řádoví rytíři z Prus, z druhé strany livonská větev řádu, která právě opanovala území Zemgalů.

### Řádový stát na vrcholu moci
Největšího rozmachu se řád dočkal za velmistra Winricha von Kniprode v letech 1351–1382, od té doby začal už jen pouze slábnout. Roku 1386 došlo v důsledku uzavření smlouvy v Krevě k vytvoření personální unie Polska a Litvy a k christianizaci Litevců. Jedním z důvodů bylo spojenectví proti řádu a němečtí rytíři navíc ztratili ideologický důvod k agresi na litevské území. Situace zneužil bratranec polského krále a litevského velkoknížete Vladislava II. Jagella Vytautas a uzavřel roku 1398 na ostrově Salinu tajnou smlouvu s řádem. Jejím cílem bylo osamostatnění Litvy. Za to se musel vzdát ve prospěch řádu Žmudi. Paktování se s řádem proti příbuzným nebylo v litevské vládnoucí dynastii Jagellonců během bojů o moc nic neobvyklého. Krátce nato zahájili křižáci dobývání Žmudi. V zemi však vypuklo roku 1401 proti dobyvatelům povstání, které podpořil a možná i inspiroval Vytautas. Na podzim se rozhořela válka mezi řádem a Litvou, v níž nebyla litevská strana navzdory polské pomoci úspěšná. Do konfliktu se vmísil římský papež Bonifác IX. a zprostředkoval roku 1404 uzavření míru, jímž byla Žmuď přiřčena řádu.

### Porážka a úpadek

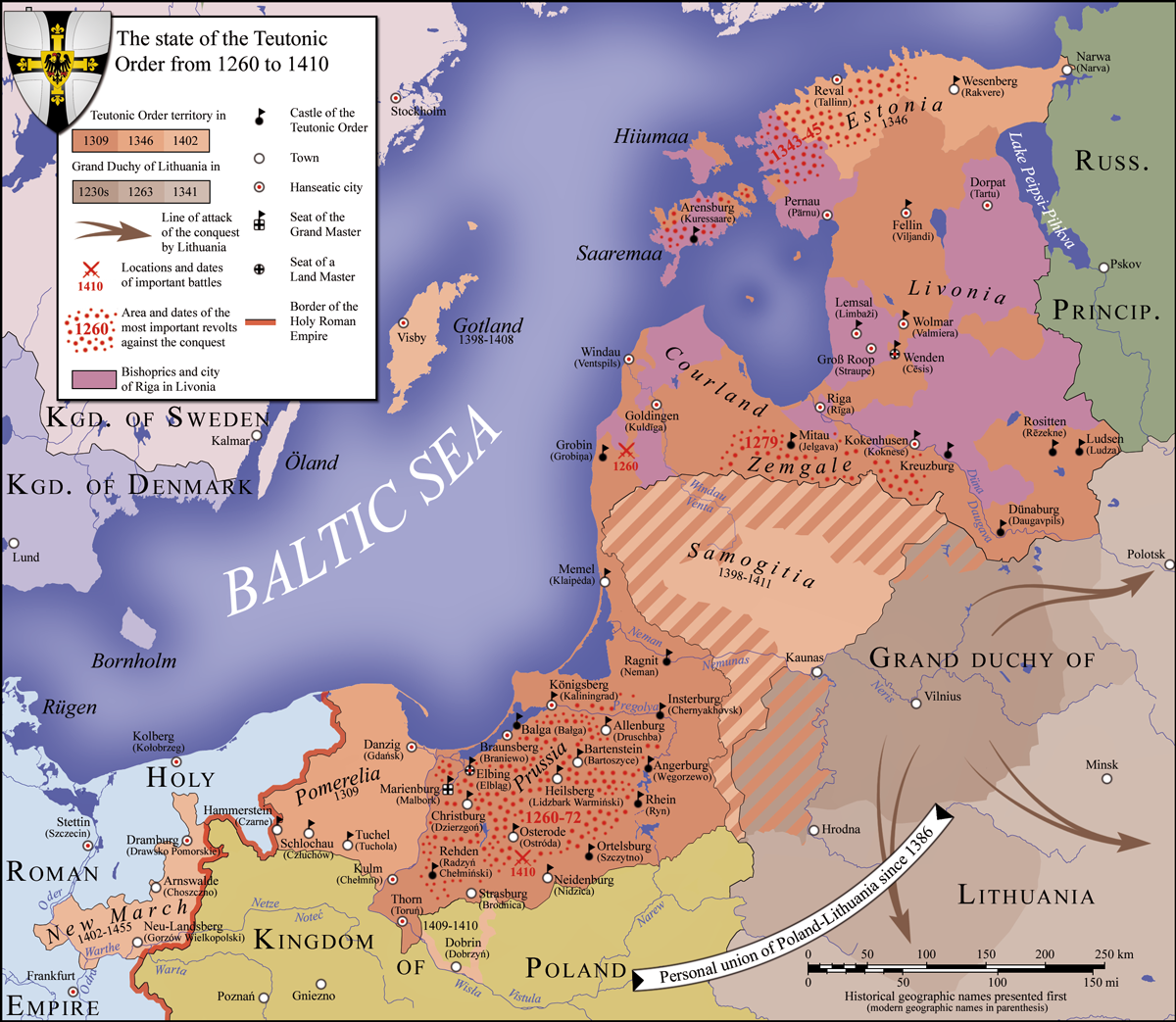
Řádový stát v roce 1410 a jeho expanze

Obraz Bitwa pod Grunwaldem, Jan Matejko (1878)

Roku 1409 vypuklo na Žmudi další rozsáhlé povstání proti řádu, které se Vytautas opět rozhodl podpořit. Řád doufal, že v konfliktu, který byl nevyhnutelný, zachová Polsko neutralitu, ale Jagiello vstoupil do tzv. velké války po boku Litvy. Boje probíhaly na polském a pruském území a vyvrcholily 15. července 1410 katastrofální porážkou řádu u Grunwaldu (Tannenbergu, litevsky Žalgiris). Valná většina řádových rytířů včetně velmistra Ulricha von Jungingena našla v bitvě smrt. Poté vstoupili do války také livonští rytíři. Příznivou okolností pro řád německých rytířů byly značné rozpory, které existovaly mezi jeho protivníky. Počátkem roku 1411 byl uzavřen první toruňský mír. Řád se musel vzdát Žmudi, která se tak stala součástí litevského velkoknížectví, a Dobrzyňska, jež získalo Polsko. Kromě toho musel polské straně zaplatit vysoké kontribuce jako výkupné za zajaté členy řádu. Soudí se však, že to, co Polsko a Litva získaly na základě mírového ujednání, neodpovídalo vojenskému významu grunwaldského vítězství.
Další porážka čekala slábnoucí řád v třináctileté válce s pruskými městy a Polskem, která probíhala v letech 1454–1466.

### Polské léno (1466–1525)
Poté byl uzavřen tzv. druhý toruňský mír, podle jehož ustanovení Polsku připadly tzv. Prusy královské (Východní Pomoří nebo pozdější Západní Prusko), s Marienburgem, který byl dosud sídelním městem velmistra řádu, Gdaňskem, Toruní a Elblagem. Hlavním městem zbývajícího řádového území, tzv. Prus řádových či křižáckých, a sídlem velmistra se poté stal Königsberg (Královec, založený křižáky na počest Přemysla Otakara II.). Samotný řádový stát se stal polským lénem. 
Na počátku 16. století došlo k další roztržce mezi řádem a Polskem. Nový velmistr řádu Fridrich von Wettin odmítl složit vazalskou přísahu polskému králi. Nová válka nevypukla jedině díky změnám na polském trůně a následné smrti velmistra. 

### Sekularizace řádového území
Poslední velmistr řádu Albrecht Braniborský přijal roku 1525 luteránskou reformaci a prohlásil se za světského vládce dosud řádového území. Albrecht jako vládce tzv. Prus knížecích složil v roce 1525 vazalskou přísahu polskému králi.
Po sekularizaci území pruského státu bylo sídlo řádu poté přeloženo do Mergentheimu v německém Württembersku (a mezi jeho velmistry patřilo až do první světové války mnoho příslušníků habsburské dynastie).